# June Thomson
June Thomson (Rettendon, 24 giugno 1930 – 2022) è stata una scrittrice britannica.

## Biografia
Nata nell'Essex, June Thomson ha studiato alla Chelmsford County High School for Girls.
Dopo aver lavorato come insegnante, June Thomson si è dedicata alla letteratura poliziesca, scrivendo a partire dal 1971 una serie di romanzi polizieschi in cui indaga l'ispettore della polizia di Chelmsford Jack Finch, affiancato dal sergente Tom Boyce. Per le edizioni statunitensi dei romanzi, il cognome del protagonista è stato cambiato in Rudd.
A partire dal 1990 June Thomson ha pubblicato una serie di opere dedicate a Sherlock Holmes: alcune antologie di racconti apocrifi, un romanzo (Sherlock Homes and the Lady in Black) ed un saggio sul rapporto fra Holmes e Watson (Holmes and Watson: A Study in Friendship).

## Opere

### Romanzi con l'ispettore Jack Finch
- Not One of Us, 1971
- Death Cap, 1973
- The Long Revenge, 1974
- Case Closed, 1977
  - Il caso è chiuso, Il Giallo Mondadori n. 1589, 1979
- A Question of Identity, 1977
  - Questione d'identità, Il Giallo Mondadori n. 1705, 1981
- Deadly Relations[1], 1979
  - Questione di follia, Il Giallo Mondadori n. 1780, 1983
- Alibi in Time, 1980
  - Anatomia di un villaggio, Il Giallo Mondadori n. 1740, 1982
- Shadow of a Doubt, 1981
  - Un'ombra di dubbio, Il Giallo Mondadori n. 1839, 1984
- To Make a Killing[2], 1982
- Sound Evidence, 1984
- A Dying Fall, 1985
- The Dark Stream, 1986
- No Flowers by Request, 1987
  - Niente fiori, Il Giallo Mondadori n. 2066, 1988
- Rosemary for Remembrance, 1988
- The Spoils of Time, 1989
  - Le rovine del tempo, Il Giallo Mondadori n. 2155, 1990
- Past Reckoning, 1990
- Foul Play, 1991
- Burden of Innocence, 1996
- The Unquiet Grave, 2000
- Going Home, 2006

### Sherlock Holmes

#### Romanzi
- Sherlock Homes and the Lady in Black, 2015

#### Antologie di racconti
- The Secret Files of Sherlock Holmes, 1990
- The Secret Chronicles of Sherlock Holmes, 1992
- The Secret Journals of Sherlock Holmes, 1993
- The Secret Documents of Sherlock Holmes, 1999
- The Secret Notebooks of Sherlock Holmes, 2004
- The Secret Archives of Sherlock Holmes, 2012

#### Saggi
- Holmes and Watson: A Study in Friendship, 1995